# Рів Карні
Рів Карні (англ. Reeve Carney; нар. 18 квітня 1983, Вест-Віллідж, Нью-Йорк) — американський актор, співак і автор пісень. Відомий як виконавець ролей Пітера Паркера / Людина-павук у бродвейському мюзиклі Spider-Man: Turn Off the Dark і Доріана Грея в серіалі «Страшні казки», а також як фронтмен рок-групи Carney.

## Ранні роки
Рів Карні народився і виріс у Вест-Віллідж (поруч з Нижнім Манхеттеном, Нью-Йорк). Його дядьком був відомий актор Арт Карні.
Рів разом зі своїм братом Зейном вступив до Alexander Hamilton High School в Лос-Анджелесі, де він познайомився зі своїми майбутніми колегами по групі Carney. Після школи він вступив в Thornton School of Music University of Southern California, де навчався по класу джазової гітари.

## Кар'єр
У віці 15 років Карні грав на гітарі в нічному клубі B.B King's у Лос-Анджелесі.
Карні грав роль Людини-павука в бродвейському мюзиклі, прем'єра якого відбулася в листопаді 2011 року. У 2012 році він зіграв роль коханого Тейлор Свіфт в її кліпі на пісню «I Knew You Were Trouble». У 2014—2016 роках Карні виконував роль Доріана Грея в серіалі «Страшні казки».
У Ріва є група під назвою Carney, дебютний альбом якої Mr. Green Volume 1 вийшов у травні 2010 року.

## Особисте життя
З кінця 2011 року до середини 2013 року Карні зустрічався з актрисою Ешлі Грін. Також він перебував у відносинах з солісткою групи The Veronicas, Лізою Орігліассо та співачкою та актрисою Вікторією Джастіс.
З 2019 року перебуває у відносинах зі співачкою і актрисою, партнеркою по мюзиклу Hadetown Євою Ноблезадою.

## Фільмографія
| Рік         |    | Українська назва                  | Оригінальна назва                                           | Роль                    |
| ----------- | -- | --------------------------------- | ----------------------------------------------------------- | ----------------------- |
| 1994        | с  | Світ Дейва                        | Dave's World                                                | Скот                    |
| 1994        | мф | Помпоко: Війна танукі             | 平 成 狸 合 戦 ぽ ん ぽ こ                                  | н / д                   |
| 1999        | ф  | Засніжені кедри                   | Snow Falling on Cedars                                      | молодий Ісмаель Чемберс |
| 2004        | мс | Батько прайду                     | Father of the Pride                                         | н / д                   |
| 2009        | ф  | Бабій                             | Spread                                                      | соліст                  |
| 2010        | ф  | Буря                              | The Tempest                                                 | принц Фердинанд         |
| 2011        | с  | Пізніше шоу з Девідом Леттерманом | Late Show with David Letterman                              | Пітер Паркер            |
| 2014 — 2016 | с  | Страшні казки                     | Penny Dreadful                                              | Доріан Грей             |
| 2016        | тф | Шоу жахів Роккі хоррора           | The Rocky Horror Picture Show: Let's Do the Time Warp Again | Ріфф Рафф               |
| 2017        | ф  | Близнюки                          | Gemini                                                      | Девін                   |